# Tonga aux Jeux paralympiques
Les Tonga ont participé pour la première fois aux Jeux paralympiques aux Jeux paralympiques d'été de 2000 à Sydney et n'ont remporté aucune médaille depuis leur entrée en lice dans la compétition.
Le pays est contraint de renoncer à participer aux Jeux paralympiques d'été de 2020 qui se tiennent en 2021 à Tokyo. La délégation tongienne aurait eu à transiter par l'Australie où, dans le contexte d'une résurgence de la pandémie de Covid-19 en Australie, ses membres seraient soumis à deux semaines de quarantaine à l'aller et deux au retour, aux frais du comité paralympique tongien. Celui-ci indique ne pas avoir les moyens financiers requis. Vasitai Leaaepeni Falemaka (lancer de disque F38) aurait été le seul athlète tongien à Tokyo. Trois autres petits États insulaires du Pacifique se retirent des Jeux pour la même raison.